# Cercle français de l'eau
Le Cercle français de l'eau est une association française qui regroupe autour de partenaires institutionnels et commerciaux des élus locaux et nationaux, et qui se veut une structure de réflexion et de proposition.

## Gouvernance
Créé en 1990, le Cercle français de l'eau entend défendre « les principes fondateurs de la politique française de l’eau : décentralisation des décisions, responsabilisation des territoires, efficacité des acteurs, solidarité au sein des bassins hydrographiques auprès de l’Union Européenne et des institutions internationales ».
Ses membres regroupent notamment des élus de l'Association des maires de France et de l'association des régions de France, mais également des représentants de la FNSEA, des Comités de bassin, et de la Fédération professionnelle des entreprises de l’eau.
Sophie Auconie. députée UDI d'Indre-et-Loire est coprésidente du Cercle français de l'eau,.
Pierre Victoria, directeur du développement durable de Veolia, est le délégué général du Cercle français de l’eau.

## Communication
Le CFE organise débats et colloques, dont certains se tiennent au Parlement.

## Activité de lobbying
Pour l'année 2017, le cercle français de l'eau déclare à la Haute Autorité pour la transparence de la vie publique exercer des activités de lobbying en France pour un montant qui n'excède pas 75 000 euros.

## Financement
Selon Marc Laimé, les ressources du Cercle français de l'eau proviennent de Veolia, de la fédération des entreprises de l'eau et de EDF.